# Liste von Bergwerken im Regionalverband Saarbrücken

Kommunen im Regionalverband Saarbrücken

Die Liste von Bergwerken im Regionalverband Saarbrücken führt die Gruben, Bergwerke, Stollen und andere unter das Bergrecht fallende Betriebspunkte im Regionalverband Saarbrücken, Saarland, auf. 

## Geschichte
Der Bergbau im Saarland existierte bereits in keltischer Zeit und ist seit 1429 urkundlich nachgewiesen. Überwiegend wurde Steinkohle abgebaut. Mit der einsetzenden Industrialisierung Deutschlands ab 1850 sorgte die stark gestiegene Nachfrage nach Kohle für eine enorme Ausdehnung des Bergbaus an der Saar. Im Juni 2012 endete der Kohlebergbau im Saarland mit der Schließung des Bergwerks Saar. Die Kalksteingrube Auersmacher wird seit 2017 nur noch im Standby vorgehalten.

## Liste
| Name                      | Gemeinde/Stadt | Bemerkungen | Teufe (m)         | Beginn             | Ende                                 | RAG-Nr. / Quelle | Lage | Bild            |
| ------------------------- | -------------- | --- | ----------------- | ------------------ | ------------------------------------ | ---------------- | ---- | --------------- |
| Dudweiler-Jägersfreude    |                | Kohle; Konsolidation von Dudweiler und Jägersfreude |                   |                    |                                      | [ 1 ]            |      |                 |
| Altenwald                 |                | Stollen Altenwald 1; Kohle |                   |                    |                                      | [ 2 ]            | Lage |                 |
| Altenwald                 |                | Stollen Altenwald 2; Kohle |                   |                    |                                      | [ 2 ]            | Lage |                 |
| Altenwald                 |                | Altenwaldschacht 1, früher: Eisenbahnschacht 1; Kohle; 1932 außer Betrieb, 1951 verfüllt, 1953 neu abgeteuft, 1964 endgültig stillgelegt                                                | 519               | 1851               | 1973                                 | [ 2 ]            | Lage |                 |
| Altenwald                 |                | Flottwellstollen, früher: Altenwalder Stollen (bis 1844); Kohle; 1954 umgebaut zum Wetterstollen                                                                                        |                   | 1840               | 1963                                 | [ 2 ]            | Lage |                 |
| Altenwald                 |                | Hermannschacht, früher: Bildstockschacht; Kohle | 444               | 1891               | 1972                                 | S 20100          | Lage |                 |
| Altenwald                 |                | Moorbachschacht; Kohle; 1932 außer Betrieb genommen und abgedeckt | 375               | 1868               | 1974                                 | S 20101          | Lage |                 |
| Auersmacher               |                | Kalksteingrube für die Dillinger Hütte (Standby) |                   | 1935               | 2017                                 | Lage             |      |                 |
| Brefeld                   |                | Brefeldschacht 1, früher: Kreuzgräbenschacht 1; Kohle | 784               | 1872               | 1967                                 | [ 4 ]            | Lage |                 |
| Brefeld                   |                | Brefeldschacht 2, früher: Kreuzgräbenschacht 2; Kohle | 698               | 1872               | 1966                                 | [ 4 ]            | Lage |                 |
| Brefeld                   |                | Friedrichschacht, früher: Wetterschacht 1; Kohle; liegt heute auf Privatgrundstück | 645               | 1885               | 1961                                 | [ 4 ]            | Lage |                 |
| Brefeld                   |                | Heinrichschacht, früher: Wetterschacht 2 bzw. Wilhelmschacht; Kohle; 1938 an Hirschbach abgegeben; verfüllt                                                                             | 635               | 1889               | 1948                                 | S 40023          | Lage |                 |
| Brefeld                   |                | Rauchschacht; diente zum Abführen der Abgase der untertägigen Dampfmaschine am flachen Heinrichschacht                                                                                  | 146               | 1858 (ca.)         |                                      | S 30046          | Lage |                 |
| Brefeld                   |                | Tagschacht auf Flöz A; Kohle; verfüllt | 10                | 1923               | 1924                                 | S 40071          | Lage |                 |
| Camphausen                |                | Ernaschacht, früher: Ostschacht 1; Kohle; bis 1920 Ostschacht 1 | 645               | 1885               | 1957                                 | [ 2 ]            | Lage |                 |
| Camphausen                |                | Franziskaschacht 1, früher: Westschacht II; Kohle; Durchmesser 4 m | 628,5             | 1886               | 1968                                 | S40013           | Lage |                 |
| Camphausen                |                | Franziskaschacht 2, früher: Westschacht 3; Kohle | 631               | 1944               | 1990                                 | [ 2 ]            | Lage |                 |
| Camphausen                |                | Netzbachschacht; Kohle; 1989 mögliche Sekundärverwendung für Freifallversuche für die Raumfahrt evaluiert aber nie realisiert.                                                          | 1186              | 05.01.1959         | 1998                                 | S 40043          | Lage |                 |
| Camphausen                |                | Schacht Camphausen 1; Kohle | 782               | 1871               | 1990                                 | [ 2 ]            | Lage |                 |
| Camphausen                |                | Schacht Camphausen 2, früher: Fischbachschacht 2 | 982               | 1871               | 1990                                 | [ 2 ]            | Lage | [ Abbildung 1 ] |
| Camphausen                |                | Schacht Camphausen 3; Kohle | 639               | 1871               | 1953                                 | [ 2 ]            | Lage |                 |
| Camphausen                |                | Schacht Camphausen 4; Kohle | 779               | 1908               | 1990                                 | [ 2 ]            | Lage | [ Abbildung 2 ] |
| Camphausen                |                | Erna; evtl. Versorgungsstollen zum Ernaschacht |                   |                    |                                      | [ 2 ]            | Lage |                 |
| Dilsburg                  |                | Dilsburgstollen; Kohle |                   | 1844               | 1945 (oder später)                   | [ 3 ]            | Lage |                 |
| Dilsburg                  |                | Flacher Schacht im Engelbüsch; Kohle; Schrägschacht des Stollen Dilsburg zum Heben der Kohlen auf die Dilsburgstollensohle; ab 1886 Dampfmaschine mit Kesselhaus; später Wetterschacht. | 550               | 1880               | 1931                                 | S 60053          | Lage |                 |
| Dilsburg                  |                | Schacht Dilsburg; Kohle | 632               | 1912               | 2000                                 | [ 5 ]            | Lage |                 |
| Dilsburg                  |                | Seitenstollen; Kohle; Wetterzugang; in Kliverkarte 1892 |                   | 1892 (oder früher) | 1931 (oder früher)                   | [ 2 ]            | Lage |                 |
| Dilsburg                  |                | Tagesstrecke Flöz Dilsburg; Kohle; ging auf die Dilsburgstollensohle |                   |                    |                                      | [ 2 ]            | Lage |                 |
| Dilsburg                  |                | Verbindungsstollen; Verbindungsstollen zum Dilsburgstollen, eingerichtet für den Umlauf der Wagen                                                                                       |                   | 1910               | 1945 (oder später)                   | [ 2 ]            | Lage |                 |
| Fischbach                 |                | Fischbach; betrieben durch Merschweiler mbH; Kohle; letzte Kohlenkleinzeche in Deutschland                                                                                              |                   | 1975               | 2010                                 | [ 2 ]            | Lage |                 |
| Friedrichsthal            |                | Einf. Strecke, Flöz Motz; Kohle |                   |                    |                                      | SM 20229         | Lage |                 |
| Friedrichsthal            |                | Franzschacht; Kohle | 117               | 1893               | 1912                                 | [ 2 ]            | Lage |                 |
| Friedrichsthal            |                | Grühlingsstollen; Kohle |                   | 1856               |                                      | [ 2 ]            | Lage |                 |
| Friedrichsthal            |                | Schacht Helene I, früher: Förderschacht; Eisenbahnschacht; Kohle; 1918 (1928) abgeworfen, aber nicht verfüllt                                                                           | 185               | 1857               | 1955                                 | S 20094          | Lage |                 |
| Friedrichsthal            |                | Schacht Helene II, früher: Förderschacht bzw. Eisenbahnschacht; Kohle | 667               | 1885               | 1936–1955 (widersprüchliche Quellen) | [ 4 ]            | Lage |                 |
| Friedrichsthal            |                | Stollen Helene; Kohle |                   |                    |                                      | [ 2 ]            | Lage |                 |
| Friedrichsthal            |                | Wetterschacht (Bildstock); Kohle | 65                |                    |                                      | S 20134          | Lage |                 |
| Geislautern               |                | Kanalstollen; früher: Canal-Stolln; Kohle; ab 1955 zum Luftschutzstollen umgebaut |                   | 1874               |                                      | [ 6 ]            | Lage |                 |
| Gerhard                   |                | Albertschacht | 315               | 1862               | 1963                                 |                  |      |                 |
| Gerhard                   |                | Albertstollen, früher: Parallel-Stollen bzw. George-Stollen; Kohle; verläuft 144 m parallel zum Veltheimstollen, dann abgewinkelt weitere 255 m bis Albertschacht                       |                   | 1894               |                                      | [ 3 ]            | Lage |                 |
| Gerhard                   |                | Alter Mathildeschacht; Kohle; Geplant als Einfahrschacht nach Flöz Heinrich; wegen Wassereinbruch bereits 1874 eingestellt                                                              | 25                | 1873               | 1967                                 | S 30005          | Lage |                 |
| Gerhard                   |                | Annaschacht, früher: Simschelter Schacht; Kohle; 3,30 m Durchmesser | 237               | 1876               | 1937                                 | S30047           | Lage |                 |
| Gerhard                   |                | Beust-Ostschacht; Kohle; Hauptwetterschacht für das Beustflöz Ostfeld; 3,40 m Durchmesser                                                                                               | 171               | 1865               | 1972                                 | [ 2 ]            | Lage |                 |
| Gerhard                   |                | Beuststollen, früher: Neuer Mittelstollen; Kohle; Zuordnung über Kliver-Karte 1885 |                   | 1818               |                                      | SM 30058         | Lage |                 |
| Gerhard                   |                | Flacher Karlschacht; Kohle; zugeordnet nach Kliver-Karte 1885 |                   | 1863               | 1883                                 | SM 30064         | Lage |                 |
| Gerhard                   |                | Gerhardstollen; Kohle |                   | 1822               |                                      | SM 30059         | Lage |                 |
| Gerhard                   |                | Josefaschacht, früher: Josephaschacht; Kohle; verfüllt 1933, nachverfüllt 1976; 2014 Schachtkopfsanierung                                                                               | 255               | 1852               | 1933                                 | [ 2 ]            | Lage |                 |
| Gerhard                   |                | Lumpenberger Wetterschacht; Kohle; Querschnitt 2 m × 2,50 m; diente zur Bewetterung der oberen Partien des Josefaflözes.                                                                | 77                | 1888               |                                      | S 30092          | Lage |                 |
| Gerhard                   |                | Marthaschacht; Kohle; ausziehender Wetterschacht der Serlo mit Kapell’schem Ventilator.                                                                                                 | 219               | 1890               | 1939                                 | [ 2 ]            | Lage |                 |
| Gerhard                   |                | Ostschacht; Kohle; Ostschacht der ehemaligen Schachtanlage Albert; 1922 verfüllt, 1942 abgedeckt; 3,60 m Durchmesser                                                                    | 158               | 1873               | 1922                                 | [ 2 ]            | Lage |                 |
| Gerhard                   |                | Rammelter Schacht; Kohle | 58                | 1865               | 1960                                 | [ 2 ]            | Lage |                 |
| Gerhard                   |                | Schacht; Kohle; Zuordnung unklar, nicht in Kliverkarte 1889 verzeichnet |                   | 1889 (oder später) |                                      | [ 2 ]            | Lage |                 |
| Gerhard                   |                | Seilschacht Altenkessel; Kohle; 1930 abgedeckt, 1972 verfüllt | 118               | 1865               | 1978                                 | S30058           | Lage |                 |
| Gerhard                   |                | Tagesstrecke; Kohle; Tagesstrecke im Carl-Flöz; verzeichnet auf altem Riss Grube Gerhard 1829–64.                                                                                       |                   | 1864 (oder früher) | 1889 (oder früher)                   | [ 2 ]            | Lage |                 |
| Gerhard                   |                | Veltheimstollen; Kohle; 1837 als Förderstollen ab Grube Luisenthal vorangetrieben, erst 1888 verlängert bis zu den Viktoriaschächten (Püttlingen)                                       |                   | 1837               | 1888                                 | [ 2 ]            | Lage |                 |
| Gerhard                   |                | Völklinger Tagesstrecke; Kohle; Fahrstrecke bis zur 2. Sohle |                   | 1887               | 1931                                 | [ 2 ]            | Lage |                 |
| Gerhard                   |                | Wetterschacht Fürstenhausen; verfüllt aber nicht abgedeckt; Ziegelsteinmauerung sichtbar.                                                                                               | 50                | 1908 (oder früher) | 1933                                 | S 30051          | Lage |                 |
| Gerhard                   |                | Wetterschacht Nr. 1; verzeichnet auf dem Grubenriss Gerhard (1829–1864), aber nicht mehr auf der Kliverkarte 1889.                                                                      | 58                | 1864 (oder früher) | 1889 (oder früher)                   | S 30072          | Lage |                 |
| Gerhard                   |                | Wetterschacht Nr. 3; anhand Grubenriss Gerhard (1829–1864) zugeordnet, nicht in Kliverkarte 1889 verzeichnet                                                                            | 68                | 1829               | 1889 (oder früher)                   | [ 2 ]            | Lage |                 |
| Gerhard                   |                | Wetterschacht Nr. 6; Standort eines Wetterofens. | 87                | 1842               |                                      | S 30026          | Lage |                 |
| Gerhard                   |                | Wetterschacht Nr. 7; Wetterschacht auf den Querschlag der Johannes-Tagesstrecke; Wetterofen; verzeichnet auf Grubenriss Gerhard (1829–1864)                                             | 67                | 1844               | 1861–1889                            | [ 2 ]            | Lage |                 |
| Gerhard                   |                | Wetterschacht Pottaschdell; verzeichnet auf Kliverkarte | 28                | 1860               |                                      | [ 2 ]            | Lage |                 |
| Göttelborn                |                | Strecke Eilert; Kohle; Funktion unklar |                   |                    |                                      | [ 6 ]            | Lage |                 |
| Göttelborn                |                | Göttelborn Schacht 1; Kohle | 164               | 1887               | 1955                                 | S 60020          | Lage |                 |
| Göttelborn                |                | Göttelborn Schacht 2; Kohle; 5,10 m Durchmesser |                   | 1887               |                                      | [ 2 ]            | Lage |                 |
| Göttelborn                |                | Göttelborn Schacht 3; Kohle; 6 m Durchmesser |                   | 1921               |                                      | [ 2 ]            | Lage |                 |
| Göttelborn                |                | Göttelborn Schacht IV | 1160              |                    |                                      | [ 2 ]            | Lage |                 |
| Göttelborn                |                | Peterschacht; Kohle; Ventilatorschacht | 322               | 1891               |                                      | S 60096          | Lage |                 |
| Göttelborn                |                | Schacht Holz; Kohle | 800 (oder tiefer) | 1913               | 1995                                 | [ 2 ]            | Lage |                 |
| Göttelborn                |                | Schacht Lummerschied; Kohle | 770               | 1937               | 2001                                 | [ 2 ]            | Lage |                 |
| Göttelborn                |                | Stollen Göttelborn; Kohle |                   |                    |                                      | [ 6 ]            | Lage |                 |
| Göttelborn                |                | Ventilator Tagesstrecke Flöz Eilert; Kohle |                   |                    | 1893                                 | [ 2 ]            | Lage |                 |
| Göttelborn                |                | Wetterschacht; Zuordnung zu Göttelborn vermutet |                   |                    |                                      | S 60066          | Lage |                 |
| Hirschbach                |                | Gegenortschacht 1; Kohle; Querschnitt 2,04 m × 4,53 m | 401               | 1843               | 1928                                 | S40021           | Lage |                 |
| Hirschbach                |                | Gegenortschacht 2; Kohle; Querschnitt 1,88 m × 2,20 m | 405               | 1851               | 1942                                 | S40022           | Lage |                 |
| Hirschbach                |                | Gustavstollen, früher: Abhubstollen; Kohle; Förderung aus dem Gegenortschacht I; im 2. Weltkrieg: Luftschutzstollen                                                                     |                   | 1843               |                                      | SM 40044         | Lage |                 |
| Hirschbach                |                | Hirschbachstollen; Kohle; diente als Förder- und Fahrstollen |                   | 1866               |                                      | [ 2 ]            | Lage |                 |
| Hirschbach                |                | Mittelschacht, früher: Sattelwetterschacht I (bis 1889); Kohle | 391               | 1856               | 1941                                 | [ 7 ]            | Lage |                 |
| Hirschbach                |                | Ostschacht 2, früher: Muldenwetterschacht; Kohle; ausziehender Wetterschacht der Grube Hirschbach                                                                                       | 400               | 1856               | 1923                                 | S 40001          | Lage |                 |
| Hirschbach                |                | Richardschacht, früher: Versuchsschacht; Kohle; Ziegelsteinmauerung bis ca. 3 m Höhe gut erhalten                                                                                       | 262               | 1866               | 1948                                 | [ 7 ]            | Lage |                 |
| Hirschbach                |                | Scalleyschacht I; Kohle | 632               | 1849               | 1952 (1. April)                      | [ 2 ]            | Lage |                 |
| Hirschbach                |                | Scalleyschacht II; Kohle | 550               | 1850               | 1952 (1. April)                      | [ 2 ]            | Lage |                 |
| Hirschbach                |                | Scalleyschacht III; Kohle | 432               | 1860               | 1952 (1. April)                      | [ 2 ]            | Lage |                 |
| Hirschbach                |                | Westschacht II; Kohle | 339               | 1891               | 1959                                 | S 40020          | Lage |                 |
| Jägersfreude              |                | Jägersfreude-Schacht 1; Kohle; Schacht 1 diente der Hebung der Kohlen aus der ersten Tiefbausohle bis zur Sulzbachstollensohle                                                          | 95                | 1856               | 1921                                 | S 40002          | Lage |                 |
| Jägersfreude              |                | Jägersfreude-Schacht 2; Kohle | 149               | 1856               | 1931                                 | [ 6 ]            | Lage |                 |
| Jägersfreude              |                | Pascalschacht; Kohle | 225               | 1915               | 1975                                 | [ 2 ]            | Lage | [ Abbildung 3 ] |
| Jägersfreude              |                | Schiedenbornschacht; Kohle; 4,05 m Durchmesser; verfüllt, mit Wohnhäusern überbaut | 274               | 1898               | 1969                                 | [ 2 ]            | Lage | [ Abbildung 4 ] |
| Jägersfreude              |                | Sulzbachstollen; Kohle; war durchschlägig zum Fischbachtal via Grundstrecke im Flöz Hardenberg                                                                                          |                   | 1830               | 1969                                 | [ 6 ]            | Lage |                 |
| Lampennest                |                | Heinrich; Kohle; Stollen auf eine Grundstrecke in Flöz Heinrich |                   | 1914               |                                      | SM 60047         | Lage |                 |
| Lampennest                |                | Lampennest-Stollen; Kohle |                   | 1853               | >1945                                | [ 2 ]            | Lage |                 |
| Lampennest                |                | Osterfeldstollen; Kohle |                   | 1850–1893          | 1916 (oder früher)                   | SM 60052         | Lage |                 |
| Lampennest                |                | Querschlag Meterflöz; Kohle; nicht auf Kliverkarte |                   | 1885 (oder später) | 1916 (oder früher)                   | [ 2 ]            | Lage |                 |
| Lampennest                |                | Tagesstrecke Meterflöz; Kohle; nicht auf Kliverkarte 1885 verzeichnet |                   | 1885 (oder später) | 1916 (oder früher)                   | [ 2 ]            | Lage |                 |
| Lampennest                |                | Wetterschacht; Kohle |                   | 1885 (oder später) | 1916 (oder früher)                   | [ 2 ]            | Lage |                 |
| Lampennest                |                | Wetterschacht 6 Beust Oberbank; Kohle; 2 × 2 m | 5                 |                    |                                      | S 60038          | Lage |                 |
| Lampennest                |                | Wetterschacht Meterflöz; Kohle | 384               | 1885 (oder früher) | 1916 (oder früher)                   | S 60022          | Lage |                 |
| Lampennest                |                | Wetterschacht nach Flöz Heinrich; Kohle; evtl. Bremsberg; auf Kliverkarte verzeichnet                                                                                                   |                   | 1885 (oder früher) | 1916 (oder früher)                   | S 60031          | Lage |                 |
| Luisenthal                |                | Alsbachschacht; Kohle | 889               | 1957               |                                      | [ 2 ]            | Lage | [ Abbildung 5 ] |
| Luisenthal                |                | Alsbachstollen (West), früher: Jean-Siegler-Stollen; Kohle; westliches Mundloch im Frommersbachtal; Transportstollen zum Holzplatz im Alsbachtal; später Luftschutzstollen              |                   | 1921               |                                      | [ 2 ]            | Lage |                 |
| Luisenthal                |                | Alsbachstollen (Ost), früher: Jean-Siegler-Stollen; Kohle; Östliches Mundloch im Alsbachtal. Transportstollen zum Holzplatz im Alsbachtal, später Luftschutzstollen                     |                   | 1921               |                                      | [ 2 ]            | Lage |                 |
| Luisenthal                |                | Calmeletschacht, früher: Klarenthalschacht bzw. Ostschacht; Kohle; Verfülldatum unklar; 2005 wurden die Tagesanlagen abgerissen                                                         | 684               | 1910               |                                      | S30015           | Lage |                 |
| Luisenthal                |                | Calmeletschacht (Stollen) |                   |                    |                                      | [ 2 ]            | Lage |                 |
| Luisenthal                |                | Delbrückschacht I, früher: Klarenthalschacht I bzw. Beaunierschacht I; Kohle; 5 m Durchmesser                                                                                           |                   | 1899               | 1992                                 | [ 2 ]            | Lage |                 |
| Luisenthal                |                | Delbrückschacht II, früher: Klarenthalschacht II; Beaunierschacht II; Kohle; 6 m Durchmesser                                                                                            |                   | 1907               |                                      | [ 2 ]            | Lage |                 |
| Luisenthal                |                | Richardschacht 1, früher: Davyschacht 1; Kohle | 866               | 1899               | 2012                                 | [ 6 ]            | Lage | [ Abbildung 6 ] |
| Luisenthal                |                | Richardschacht 2, früher: Davyschacht 2; Kohle | 1065              | 1905               | 2012                                 | [ 6 ]            | Lage | [ Abbildung 7 ] |
| Maybach                   |                | Klaraschacht, früher: Wetterschacht an der Grühlingstraße | 564               | 1885               | 1939                                 | S 20093          | Lage |                 |
| Maybach                   |                | Ostschacht, früher: Schacht Margarethe; Kohle | 704               | 1890               | 1967                                 | [ 3 ]            | Lage |                 |
| Maybach                   |                | Quierschieder Schacht, früher: Wetterschacht für das Westfeld; Kohle | 670               | 1905               | 1982                                 | S 20150          | Lage |                 |
| Maybach                   |                | Schacht Erkershöhe 1; Kohle | 828               | 1872               |                                      | [ 2 ]            | Lage |                 |
| Maybach                   |                | Schacht Erkershöhe 2; Kohle | 775               | 1874               | 1964                                 | [ 2 ]            | Lage |                 |
| Mellin                    |                | Feuerofenschacht; Kohle | 233               | 1869               | 1903                                 | [ 2 ]            | Lage |                 |
| Mellin                    |                | Lochwiesschacht; Kohle | 450               | 1873               | 1960                                 | [ 2 ]            | Lage |                 |
| Mellin                    |                | Mellinschacht 1, früher: Eisenbahnschacht; Kohle | 453               | 1853               | 1964                                 | S 20109          | Lage |                 |
| Mellin                    |                | Mellinschacht 2, früher: Eisenbahnschacht 4; Kohle | 458               | 1853               | 1964                                 | S 20110          | Lage |                 |
| Mellin                    |                | Mellinschacht 3; Kohle | 438               | 1901               | 1965                                 | S 20111          | Lage |                 |
| Mellin                    |                | Venitzschacht, früher: Gegenortschacht zu den Mellinschächten; Kohle | 340               | 1855               | 1950                                 | [ 2 ]            | Lage |                 |
| Merlebach                 |                | Schacht Merlebach Nord; Kohle; einziger Schacht im Saarland, der bis zur Stilllegung von Frankreich betrieben wurde                                                                     | 1070              | 1948               | 2007                                 | [ 8 ]            | Lage |                 |
| Prinz Wilhelm             |                | Tagesstrecke nach Flöz Milde (Stollen); Kohle; 2 m tiefer Einbruchsgraben |                   |                    |                                      | SM 30132         | Lage |                 |
| Prinz Wilhelm             |                | Versuchsschacht im Aschbachtal; Kohle | 7,73 m            | 1868               |                                      | S 30052          | Lage |                 |
| Quierschied               |                | Quierschieder Stollen, früher: Tagesstrecke auf dem 48"-Flöz; Kohle |                   | 1850               | 1890 (ca.)                           | SM 60022         | Lage |                 |
| Quierschied               |                | Stollen Flöz Kallenberg; Kohle |                   | 1959               |                                      | [ 2 ]            | Lage |                 |
| Velsen                    |                | Schacht Gustav I, früher: Rosselschacht; Kohle | 500               | 1899               |                                      | [ 2 ]            | Lage |                 |
| Velsen                    |                | Schacht Gustav II, früher: Annaschacht; Kohle | 1095              | 1913               | 2005                                 | [ 6 ]            | Lage |                 |
| Velsen                    |                | Schacht Ludweiler, früher: Westschacht; Kohle |                   | 1951               | 1982                                 | [ 2 ]            | Lage |                 |
| Velsen                    |                | Stollen Velsen; ehemaliger Sprengstoffraum der Grube Velsen, zuletzt Öllager |                   |                    |                                      | [ 2 ]            | Lage |                 |
| Velsen                    |                | Vaubanschacht; Kohle; 6 m Durchmesser | 726               | 1927               | 1966                                 | 70006            | Lage |                 |
| Velsen                    |                | Eingang 1 (Stollen); Kohle |                   |                    |                                      | [ 2 ]            | Lage |                 |
| Velsen                    |                | Eingang 2 (Stollen); Kohle |                   |                    |                                      | [ 2 ]            | Lage |                 |
| Velsen                    |                | Eingang 3 (Stollen); Kohle |                   |                    |                                      | [ 2 ]            | Lage |                 |
| Viktoria                  |                | Andréstollen; Kohle; ca. 700 m bis zum Beginn der Stollensohle (Andréfeld) |                   | 1920               | 1964 (ca.)                           | [ 2 ]            | Lage |                 |
| Viktoria                  |                | Aspenschacht; Kohle; 4,00 m Durchmesser | 522               | 1891               | 1965                                 | S30009           | Lage |                 |
| Viktoria                  |                | Bremsberg 2 West (Schacht); Kohle |                   | 1921               | 1931 (ca.)                           | [ 6 ]            | Lage |                 |
| Viktoria                  |                | Bremsberg 3 (Schacht); Kohle; Reste eines kleinen gemauerten Schachtes |                   | 1921 (ca.)         | 1925 (ca.)                           | [ 6 ]            | Lage |                 |
| Viktoria                  |                | Einfallende Gesteinsstrecke; Kohle; Verbindung zum Andréflöz; verläuft parallel zum Viktoriastollen                                                                                     |                   | 1915               | 1963                                 | [ 6 ]            | Lage |                 |
| Viktoria                  |                | Luftschacht; Kohle; mit dem Bremsberg 1 West in Flöz Aspen mit der 1. Sohle verbunden                                                                                                   | 7                 | 1923               |                                      | S30039           | Lage |                 |
| Viktoria                  |                | Luftschacht; Kohle; auf Flöz Aspen | 10                | 1929               | 1931                                 | S 30038          | Lage |                 |
| Viktoria                  |                | Mathildeschacht; Kohle; Fördermaschinenhaus erhalten; Grubenunglück 1907 mit 22 Toten                                                                                                   | 493               | 1890               | 1963                                 | [ 2 ]            | Lage |                 |
| Viktoria                  |                | (Kleiner Schacht); Kohle; aus Bremsberg 1 West auf unteres Aspenflöz | 19                | 1927               |                                      | S 30040          | Lage |                 |
| Viktoria                  |                | (Kleiner Schacht); Kohle |                   | 1926 (ca.)         | 1931 (ca.)                           | [ 6 ]            | Lage |                 |
| Viktoria                  |                | Viktoria I; Kohle; erster kreisrunder Förderschacht im Bezirk Saarbrücken; 1976 Antrag auf Verfüllung dokumentiert; Förderturm seit 1980 abgebaut                                       | 678               | 1866               | 1976 (ca.)                           | [ 7 ]            | Lage |                 |
| Viktoria                  |                | Viktoria II; Kohle; Ende der Förderung 1963; Schacht war noch in Betrieb mit Seilfahrt für Wasserhaltung bis 2013; Ende 2013 teilverfüllt (Betonstopfen)                                | 673               | 1881               | 2013                                 | [ 6 ]            | Lage |                 |
| Viktoria                  |                | Viktoriaschacht III, früher: Edwardschacht; Kohle | 320               | 1902               | 1965                                 | [ 6 ]            | Lage |                 |
| Viktoria                  |                | Viktoriastollen; Kohle; Förderstollen vom Betriebspunkt Engelfangen zur Aufbereitung in Püttlingen; sehr gut erhalten                                                                   |                   | 1901               | 1963                                 | SM30001          | Lage |                 |
| Viktoria                  |                | Viktoriastollen; Kohle; Mundloch befand sich unmittelbar hinter den Schächten; Stollen verläuft durch Keller des Fördermaschinenhauses                                                  |                   | 1901               | 1963                                 | [ 2 ]            | Lage |                 |
| Warndt                    |                | Ludweiler; ehemaliger Sprengstoffraum |                   |                    |                                      | [ 2 ]            | Lage |                 |
| Warndt                    |                | Ludweiler II; Kohle; Stollen zur Grube Warndt für Bergetransport |                   | 1981               |                                      | [ 2 ]            | Lage |                 |
| Warndt                    |                | Luftschacht; Kohle; Luftschacht zum Warndtstollen |                   |                    |                                      | [ 2 ]            | Lage |                 |
| Warndt                    |                | Schacht Lauterbach; Kohle |                   | 1978               | 2009 (oder später)                   | [ 2 ]            | Lage |                 |
| Warndt                    |                | Schacht St. Charles IV; Kohle |                   | 1948               | 2003                                 | [ 2 ]            | Lage |                 |
| Warndt                    |                | Warndt-Stollen; Kohle; Verbundstrecke Gruben Warndt – St. Charles IV |                   | 1963               |                                      | [ 2 ]            | Lage |                 |
| Warndt                    |                | Warndtstollen (Mundloch Großrosseln); Kohle |                   |                    |                                      | [ 2 ]            | Lage |                 |
| Bergwerk Saar             |                | Südschacht; Kohle | 666               | 1986               | 2012                                 | [ 2 ]            | Lage |                 |
| Bergwerk Saar             |                | Nordschacht; Kohle; zweittiefster Schacht in Deutschland | 1750              |                    | 2012                                 | [ 2 ]            | Lage |                 |
| Eisensteinstollen Burbach |                | Eisensteinstollen Burbach; Eisen; alter Eisensteinstollen, evtl. spätere Umnutzung, da modernes Stollenportal; verzeichnet auf Kliverkarte 1886                                         |                   | 1885 (oder früher) |                                      | [ 2 ]            | Lage |                 |
| Fenner Schacht            |                | Fenner Schacht; Kohle; bis Flöz Cäcilie. | 95                | 1887               | 1922                                 | [ 2 ]            | Lage |                 |
| Hixbergschacht            |                | Hixbergschacht; Kohle; Material- und Wetterschacht der Grube Viktoria; 1932 stillgelegt                                                                                                 | 120               | 1900               | 1961                                 | [ 2 ]            | Lage |                 |
| Karlschacht               |                | Karlschacht, früher: Carl-Schacht; Kohle; ab 1879 mit Ventilator; in Betrieb bis 1917, 1932 gesprengt (wegen illegalem schürfen)                                                        |                   |                    | 1932                                 | [ 2 ]            | Lage |                 |
| Schacht Schäfer           |                | Schacht Schäfer; Kohle; Betonförderturm, erst nach 2008 abgerissen | 168               | 1956               | 1963                                 | [ 2 ]            | Lage |                 |
| Saarstollen               |                | Gegenortschacht, früher: Dorotheaschacht; Kohle; diente u. a. zum schnelleren Auffahren des Tiefen Saarstollens (Gegenortbetrieb)                                                       |                   | 1853               | 1939–1948                            | [ 2 ]            | Lage |                 |
| Saarstollen               |                | Saarstollenschacht 4, früher: Lichtloch 4; Lichtloch 4 des Tiefen Saarstollens (Wetterschacht); verfüllt 1866, wieder aufgefahren 1970er Jahre                                          | 22 (ca.)          |                    |                                      | [ 2 ]            | Lage |                 |
| Stollen Erkershöhe        |                | Einfallende Strecke auf Flöz Breuer; Kohle |                   |                    |                                      | SM 20225         | Lage |                 |
| Stollen Rußhütte          |                | Stollen Rußhütte; Kohle; Mundloch (Beton) teilweise erhalten |                   |                    |                                      | [ 2 ]            | Lage |                 |
| Unbekannt                 |                | Eisenerzstollen im Netzbachtal; Eisen |                   | 1853               | 1854                                 | [ 2 ]            | Lage |                 |
| Unbekannt                 |                | Schacht; Kohle; wahrscheinlich Flacher Schacht Heinrichflöz, Zuordnung aber nicht ganz sicher                                                                                           |                   |                    | 1916 (oder früher)                   | SM 60043         | Lage |                 |
| Unbekannt                 |                | Stollen; Kohle; vermutlich Seitenstollen des Burbachstollen; nicht der Von der Heydt-Stollen                                                                                            |                   |                    |                                      | [ 2 ]            | Lage |                 |
| Unbekannt                 |                | Stollen |                   |                    |                                      | [ 2 ]            | Lage |                 |
| Unbekannt                 |                | Wetterschacht | 47                |                    | 1971                                 | [ 2 ]            | Lage |                 |
| Von der Heydt             |                | Alter Kirschheck-Schacht 2; Kohle; oberer Teil (54 m) verfüllt vor 1923; Rest mit neuem Schacht verbunden; Querschnitt 2 m × 3,80 m                                                     | 131               | 1859               | 1932                                 | S40081           | Lage |                 |
| Von der Heydt             |                | Arnoschacht; Kohle; war erfolglose Suche nach dem Josephaflöz. Holzausbau 4 m × 2 m | 159               | 1891               | 1905                                 | [ 2 ]            | Lage |                 |
| Von der Heydt             |                | Buchschachen-Stollen; Kohle; Stollen vom Versuchsschacht in Richtung Lampennest; im 2. Weltkrieg Luftschutzstollen                                                                      |                   | ~1878              |                                      | [ 2 ]            | Lage |                 |
| Von der Heydt             |                | Burbachstollen, früher: Steinbachstollen; Kohle; Doppelmundloch; Förderstollen für die Kohle aus dem Steinbachtal                                                                       |                   | 1855               | 1931                                 | [ 6 ]            | Lage |                 |
| Von der Heydt             |                | Dohlengrabenschacht; Kohle; Ventilator zur Bewetterung der Verbindungsstrecke Gruben Lampennest – Von der Heydt                                                                         |                   | 1854 (oder früher) | 1932                                 | [ 2 ]            | Lage |                 |
| Von der Heydt             |                | Flügelort zum Burbachstollen; Kohle; Seitenstollen von der Rätteranlage zum Burbachstollen                                                                                              |                   | 1855               |                                      | [ 2 ]            | Lage |                 |
| Von der Heydt             |                | Gouvysweiher-Schacht; Kohle; verfüllt 1971 | 203               | 1894               | 1932                                 | S40004           | Lage |                 |
| Von der Heydt             |                | Kirschheckschacht 1; Kohle; Querschnitt 6,12 m × 2,04 m; 1962 verfüllt | 269               | 1857               | 1962                                 | [ 2 ]            | Lage |                 |
| Von der Heydt             |                | Kirschheckschacht 2; Kohle; 2,90 m Durchmesser; auf 54 m Tiefe mit dem alten Kirschheckschacht 2 verbunden; verfüllt 1971                                                               | 131               | 1923 (ca.)         | 1932                                 | S40006           | Lage |                 |
| Von der Heydt             |                | Kirschheckschacht 3; Kohle; abgeworfen und abgedeckt 1912; 1971 verfüllt |                   | 1890               | 1971                                 | [ 2 ]            | Lage |                 |
| Von der Heydt             |                | Lampennest-Schacht 1; Kohle; Querschnitt 2 × 3,60 m; verfüllt 1917, Betondeckel mit Revisionsluke 1931                                                                                  | 314               | 1872               | 1916                                 | S 60092          | Lage |                 |
| Von der Heydt             |                | Lampennest-Schacht 2; Kohle; Querschnitt 2 × 3 m; verfüllt 1916, Betondeckel mit Revisionsluke 1931                                                                                     | 48                | 1888               | 1916                                 | S 60093          | Lage |                 |
| Von der Heydt             |                | Lampennest-Schacht 3; Kohle; Durchmesser 4,20 m; verfüllt am 12. Okt. 1978, Betondeckel mit Revisionsluke ab 7. Apr. 1979                                                               | 202               | 1891               | 1916                                 | S 60043          | Lage |                 |
| Von der Heydt             |                | Neuhausschacht 1, früher: Steinbachschacht II; Kohle; Durchmesser 4,00 m; Seilfahrt und Wetterschacht                                                                                   | 755               | 1901               | 1990                                 | S40042           | Lage |                 |
| Von der Heydt             |                | Neuhausschacht 2; Kohle; Durchmesser 5,00 m; Seilfahrt und Wetterschacht. | 776               | 1921               | 1988                                 | S40033           | Lage |                 |
| Von der Heydt             |                | Schacht; Kohle; Betonfassung mit Einstieg |                   |                    | 1932 (oder früher)                   | [ 2 ]            | Lage |                 |
| Von der Heydt             |                | Schacht Amelung I; Kohle; Durchmesser 4,20 m | 341               | 1884               | 1970                                 | S30006           | Lage |                 |
| Von der Heydt             |                | Schacht Amelung II; Kohle |                   | 1899               | 1969                                 | [ 6 ]            | Lage |                 |
| Von der Heydt             |                | Von der Heydt; Kohle; Nebenschacht; 6,00 m × 2,50 m Querschnitt; Betondeckel mit Stahlrohr                                                                                              | 84                |                    | 1900 (oder früher)                   | S30059           | Lage |                 |
| Von der Heydt             |                | Steinbachschacht; Kohle; Durchmesser 6,25 m; 1973 verfüllt und abgedeckt | 650               | 1900               | 1932                                 | S40029           | Lage |                 |
| Von der Heydt             |                | Stollen; Kohle |                   |                    | 1916 (oder früher)                   | [ 2 ]            | Lage |                 |
| Von der Heydt             |                | Stollen; Kohle; Stolleneingang der Grube Von der Heydt im Steinbachfeld |                   |                    |                                      | [ 2 ]            | Lage |                 |
| Von der Heydt             |                | Stollen; Kohle |                   |                    |                                      | [ 2 ]            | Lage |                 |
| Von der Heydt             |                | Tagesstrecke Flöz Beust; Kohle; vermutlich zur Bewetterung der Grundstrecke; verzeichnet auf Kliverkarte 1885                                                                           |                   | 1885 (oder früher) | 1931 (oder früher)                   | [ 2 ]            | Lage |                 |
| Von der Heydt             |                | Tagesstrecke Meter-Flöz; Kohle |                   | 1885 (oder früher) | 1931 (oder früher)                   | SM 30012         | Lage |                 |
| Von der Heydt             |                | Tagesstrecke Nr. 2 Flöz Beust; Kohle; Stollen der Von der Heydt in Flöz Beust |                   |                    |                                      | S 30028          | Lage |                 |
| Von der Heydt             |                | Tagesstrecke Nr. 3 Flöz Carl; Kohle; Zechenhaus, bis 1895 Verlese- und Anfahrstelle "Strebchen"                                                                                         |                   | 1885 (oder früher) | 1931 (oder früher)                   | [ 2 ]            | Lage |                 |
| Von der Heydt             |                | Versuchsschacht; Kohle; Ovaler Schacht 4,60 × 2,20 m; wegen Schlagwetterentwicklung Exploration eingestellt                                                                             | 227               | 1881               |                                      | S 40008          | Lage |                 |
| Von der Heydt             |                | Von der Heydt Schacht, früher: Alter Schacht Heidhübel; Kohle; Nebenschacht | 122               | 1850               | 1936                                 | 30064            | Lage |                 |
| Von der Heydt             |                | Wetterschacht; Kohle |                   |                    |                                      | S 30070          | Lage |                 |
| Von der Heydt             |                | Wetterstrecke zur 90m-Sohle; Kohle; ehemaliger Ventilator |                   |                    |                                      | SM 40021         | Lage |                 |
| Von der Heydt             |                | Wilhelm; Kohle; Bremsberg Nr. 3 Flöz Wilhelm |                   | 1900               | 1916 (oder früher)                   | SM 60055         | Lage |                 |
| Von der Heydt             |                | Wilmschacht; Kohle; erfolglose Suche nach dem Beustflöz; Holzausbau 4 × 2 m | 159               | 1892               | 1905                                 | [ 2 ]            | Lage |                 |
| Warndtschacht             |                | Warndtschacht; Kohle | 1161              | 1963               | 2005                                 | [ 2 ]            | Lage |                 |

## Externe Abbildungen
1. ↑  Abbildung Schacht Camphausen 2
2. ↑  Abbildung Schacht Camphausen 4
3. ↑  Abbildung Pascalschacht
4. ↑  Abbildung Schiedenbornschacht
5. ↑  Abbildung Alsbachschacht
6. ↑  Abbildung Richardschacht 1
7. ↑  Abbildung Richardschacht 2